# Centre pour la Cybersécurité Belgique
 (octobre 2020).
Si vous disposez d'ouvrages ou d'articles de référence ou si vous connaissez des sites web de qualité traitant du thème abordé ici, merci de compléter l'article en donnant les références utiles à sa vérifiabilité et en les liant à la section « Notes et références ».
Le Centre pour la Cybersécurité Belgique (CCB) est un service fédéral belge fondé par l'arrêté royal du 10 octobre 2014. 
Le CCB est l’autorité nationale chargée de la cybersécurité en Belgique. Il supervise, coordonne et veille à la mise en œuvre de la stratégie belge en matière de cybersécurité. Le CCB relève de l'autorité du Premier Ministre.
En juillet 2015, Miguel De Bruycker qui a été pendant plus de 7 ans responsable de la cyber-sécurité à la Défense, est nommé directeur du Centre pour cinq ans. Son mandat est prolongé pour cinq ans en juillet 2020.

## Mission
Le CCB, au titre d’autorité nationale, a pour mission de :
- Superviser, coordonner et veiller à la mise en œuvre de la stratégie belge en la matière ;
- Gérer par une approche intégrée et centralisée les différents projets relatifs à la cybersécurité ;
- Assurer la coordination entre les services et autorités concernés mais aussi entre autorités publiques et le secteur privé ou le monde scientifique ;
- Formuler des propositions pour l’adaptation du cadre légal et réglementaire en matière de cybersécurité ;
- Assurer la gestion de crise en cas de cyberincidents, en coopération avec le Centre de coordination et de crise du gouvernement ;
- Elaborer, diffuser et veiller à la mise en œuvre des standards, directives et normes de sécurité pour les différents types de système informatique des administrations et organismes publics ;
- Coordonner la représentation belge aux forums internationaux sur la cybersécurité, le suivi des obligations internationales et la présentation du point de vue national en la matière ;
- Coordonner l’évaluation et la certification de la sécurité des systèmes d’information et de communication ;
- Informer et sensibiliser les utilisateurs des systèmes d’information et de communication.

## Valeurs
Le CCB aspire aux valeurs suivantes :
- le CCB contribue à une approche coordonnée et intégrée de la cybersécurité nationale;
- le CCB responsabilise les services concernés et leur offre un soutien;
- le CCB préserve l’équilibre entre sécurité et droits fondamentaux, entre valeurs et besoins de la société moderne;
- le CCB stimule le développement de nouvelles idées et opportunités susceptibles d’améliorer la cybersécurité en Belgique et dans le monde;
- le CCB agit en toute honnêteté et a le sens de l'honneur.

## Départements

### Cyber Threat Research and Intelligence Sharing (CyTRIS)
Le département CyTRIS (Cyber Threat Research and Intelligence Sharing) du Centre pour la Cybersécurité Belgique (CCB) surveille la cybermenace et publie des rapports réguliers. Elle collecte, analyse et distribue des informations sur les menaces, les vulnérabilités et les attaques contre les systèmes d'information et de communication des secteurs vitaux en Belgique (infrastructures critiques, systèmes gouvernementaux, données critiques).
Le CyTRIS est également responsable du système d'alerte précoce (EWS).  Le EWS comprend les plateformes d'échange d'informations du CSIRT belge. Le CyTRIS est responsable de la communication opérationnelle et de l'échange d'informations avec les autres CSIRT nationaux. CyTRIS s'occupe également de la procédure d'avertissement "Spear Warning". Un "avertissement par harponnage" est un avertissement individuel sur une infection ou une vulnérabilité qui est envoyé aux organisations.
Les événements du rapport trimestriel sur les cybermenaces (QCTR), organisés par CyTRIS, rassemblent diverses parties prenantes et plateformes de consultation au moins une fois par trimestre et informent tous les participants ainsi que les organisations d'intérêt vital des cybermenaces actives. Lors de l'événement QCTR, le fonctionnement du système d'alerte précoce (EWS) est également abordé. Grâce à cette plateforme, l'équipe CyTRIS envoie des informations pertinentes et analysées sur les menaces aux services de sécurité nationaux, aux organisations d'intérêt vital, à leurs autorités sectorielles et à d'autres partenaires. 

### Le Cyber Emergency Response Team
Au sein du Centre pour la Cybersécurité Belgique (CCB),, le CERT a pour mission d'analyser, de contenir, d'atténuer et d'éradiquer les cyberattaques en Belgique. Le CERT fournit une expertise technique et une assistance aux autres départements gouvernementaux. Certains services sont fournis de manière proactive, mais la majeure partie du travail du CERT est comparable à celui de cyber-pompiers.